# 長南収
長南 収（ちょうなん おさむ、1956年5月16日 - ）は、日本の実業家である。キユーピー代表取締役社長や、全国マヨネーズ・ドレッシング類協会会長を務めた。食品産業功労賞受賞。
山形県鶴岡市出身。1980年鹿児島大学水産学部卒、キユーピー入社。2001年仙台支店長。2006年広域家庭用営業部長。2008年大阪支店長。2012年東京支店長。2013年執行役員。2014年取締役。2016年常務執行役員サラダ・惣菜事業担当。2017年2月からキユーピー代表取締役社長執行役員。2021年キユーピーみらいたまご財団理事長。中島董商店取締役。2022年キユーピー相談役。同年食品産業功労賞受賞。元全国マヨネーズ・ドレッシング類協会会長。